# Muzej istorije medicine u Berlinu
Muzej istorije medicine u Berlinu je naučnoobrazovna ustanova, osnovana s kraja 19. veka u sastavu Univerzitetske klinike Šarite (Charité), jedne je od najvećih u Evropi, u kojoj danas rade, istražuju, leče bolesnike i edukuju buduće generacije lekara doktori medicine i naučnici svetskog glas.

## Položaj i smeštaj
Muzej se nalazi u okolini Berlina u višespratnici od cigala na rubnom područja bolnica Šarite okružena brojnim univerzitetskim klinikama.
Muzejska zbirka smeštena je u velikim staklenim vitrima na pet spratova, sa 2.000 m² izložbenog prostora, u kome je izloženo 23.066 primeraka, koji su pokazali gotovo sve oblike bolesti poznate iz vremena nastanka i razvoja muzeja.

## Istorija
Muzej je osnovan 1899. godine i odmah je poveren Patološkom muzeju, čijim je osnivanjem bio posebno zadovoljan poznati lekar i naučnik Rudolf Virhov (osnivač celularne patologije) koji se svojim autoritetom nakon višegodišnjeg zalaganja uspeo da se konačno izbori za muzej u kome bi mogao da izloži svoju bogatu patološko-anatomsku zbirku. Na otvaranju muzeja 1899. Rudolf Virhov je predstavio čitavu seriju deformiteta, kao proizvoda prirode koje je u budućnosti trebalo naučno istražiti. U tom smislu nastanak ove zbirke, koja je začeta u prvoj polovini 19. veka, bio je jako značajan za dalj razvoj medicine, jer su sačuvane brojne anomalije (deformiteti) bile velika zagonetka za nauku. Njih je trebalo u budućnosti intenzivno proučavani, jer se verovalo da bi se kroz bolesne organe moglo zaključi nešto i o načinu nastanka bolesti lečenju organizmima, o čemu govori i ovaj citat direktora muzeja Tomasa Šnalkea 
Iako se (Rudolf Virhov) kao doktor i naučnik bavio isključivo telima umrlih, njegov cilj uvek je bilo zdravlje živih. On je želeo, da i u vrlo malim tkivima, čak i jednoj jedinoj ćeliji, otkrije znakove bolesti, kako bi se zatim pokrenuo ciljani tretman lečenja.
Na kraju životnog veka, Rudolf Virhov je za sobom ostavio približno 23.066 vlažnih i suvih patohistoloških preparata, koji su prikazivali celokupno ljudsko telo ispod kože, ali i bolesne organe poput: bolesnog srce, jetre, bubrega, pluća…
Zbirka stara više od 150 godina je bez većih oštećenja preživela brojne strahote — bombardovanja Berlina u Drugom svetskom ratu, i požar na krovu 50-ih godina 20. veka, i još uvek je u istoj zgradi, kao deo stalne postavke o razvoju zapadnjačke medicine u poslednja tri veka.
Do 1914. godine muzej je bio dostupan zainteresovanim posetiocima. U Prvom svetskom ratu i nakon teške posleratne ekonomske situacije u Nemaćkoj pristup javnosti je bio ograničen a Muzej je funkcionisao u međuratnom periodu samo kao nastavna baza i studijska kolekciju za sticanje medicinskog obrazovanje. I pored toga sledbenici Virhofa su kontinuirano nastavili da proširuju kolekciju, tako da je ona na početku Drugog svetskog rata imala ukupno oko 35.000 primeraka.Tokom bombardovanja u Drugom svetskom rata, jedna od bombi je pogodila zgradu Muzeja i oštetila njenu kolekciju. Samo oko 1.800 eksponata „preživelo” je rat, a oštećena muzejska zgrada dugo nije bila u funkciji.
Tek nakon ponovnog ujedinjenja Nemačke došlo je do osnivanja muzeja na istom mestu. Tada je olučeno da se ponovo osnuje, ali samo muzej patologije. Međutimm umesto toga tokom muzealizaciji on je postao svestran muzej u oblasti istorije medicine. Konačno 1998. godine ponovo je proradio reosnovani muzej pod nazivom Berlinski medicinski istorijski muzej Šarite.
U 2006. i 2007. godini, na muzeju je renovirana spoljašnjost (krov, fasada) iz sredstava Evropskog fonda za regionalni razvoj (ERDF) i uz finansijsku pomoć turističkog save iz Berlina
Iako je u 2011. godini, prema izveštajima iz medija, od strane odbora Šaritea, nagovešteno je da se zbog štednje, razmatri mogućnost zatvaranja muzeja, u međuvremenu, problemu su rešeni i opstanak muzeja, je pozitvno rešen.

## Stalna postavka Muzeja
Stalna postavka Muzeja medicinske istorije nudi posetiocima bezbroj prilikaza za razmišljanje, kroz unazad 300 godina staru medicinsku istoriju Evrope: od proboja, zabluda i svetskih bolesti kao što su kolera, sifilis i tuberkuloza, do puštanja krvi i različitih shvatanja higijene, prikaza hirurških instrumenata, tehnika anestezije i operacijskih zahvata. Tu je i postavka o prisilnom sterilisanju koje su sprovodili doktori klinike Šarite za vreme Trećeg rajha.
Posebno mesto u muzeju zauzimaju, zaostavština Virhova i njegove zbirke; amfiteatar za anatomiju, muzej anatomije, patološka sala za seciranje, laboratorija, bolesnički kreveti i druge naučne zbirke, kako bi danas posetioci muzeja doživeli istorijski razvoj medicine kroz vekove.

## Galerija
- Deo stalne muzejske postavke

## Literatura
- Isabel Atzl (Hrsg.): Who cares? Geschichte und Alltag der Krankenpflege. Mabuse-Verlag, Frankfurt am Main 2011,  978-3-86321-011-3
- Peter Krietsch, Manfred Dietel: Pathologisch-Anatomisches Cabinet, Vom Virchow-Museum zum Berliner Medizinhistorischen Museum in der Charité.  3-89412-254-4.
- Angela Matyssek: Rudolf Virchow, Das Pathologische Museum, Geschichte einer wissenschaftlichen Sammlung um 1900.  3-7985-1370-8.
- Petra Lennig, Manfred Dietel: Pathologie-Museum, Charité. In: Werner E. Gerabek, Bernhard D. Haage, Gundolf Keil, Wolfgang Wegner (Hrsg.): Enzyklopädie Medizingeschichte. De Gruyter, Berlin/New York 2005,  3-11-015714-4, S. 1113–1115.
- Eckart Roloff, Karin Henke-Wendt: Etappen der Medizin rund um Rudolf Virchow. (Berliner Medizinhistorisches Museum der Charité) In: Besuchen Sie Ihren Arzt oder Apotheker. Eine Tour durch Deutschlands Museen für Medizin und Pharmazie. Band 1, Norddeutschland. S. Hirzel, Stuttgart 2015, S. 19–21,  978-3-7776-2510-2.
- Geraldine Saherwala, Thomas Schnalke, Konrad Vanja, Hans-Loachim Veigel (Hrsg.): Zwischen Charité und Reichstag, Rudolf Virchow – Mediziner, Sammler, Politiker. Berliner Medizinhistorisches Museum,  3-930929-16-3.